# Thomas Hayes
Thomas Hayes (Asker, 7 marzo 1997) è un attore, produttore discografico e musicista norvegese, conosciuto per il suo ruolo di William Magnusson nella serie norvegese Skam, trasmesso in quattro stagioni su NRK da ottobre 2015 a giugno 2017.

## Filmografia

### Film
- Fuck Fossils (2017)

### Serie TV
- Skam (2015-2017)
- Elven (serie TV)
- His Name Is Not William (2017)

### Video Musicali
Hayes è apparso nel video musicale Ignite realizzato da K-391 e Alan Walker (feat. Julie Bergan & Seungri) il 12 maggio 2018.